# Pitof
Pitof, właśc. Jean-Christophe Comar (ur. 4 lipca 1957 w Paryżu) – francuski nadzorca efektów wizualnych, producent filmowy, reżyser i scenarzysta.
Od najmłodszych lat interesował się fotografią. Jako nastolatek zbudował studio fotograficzne w piwnicy domu swoich rodziców i dostał pracę jako asystent fotografa.
Jako specjalista od efektów specjalnych, zdobywał doświadczenie na planie takich filmów jak Delicatessen (1991), Goście, goście (1993), Miasto zaginionych dzieci (1995), Zuchwały Beaumarchais (1996), Obcy: Przebudzenie (1997), Asterix i Obelix kontra Cezar (1999) i Joanna d’Arc (1999).
Za współpracę przy tworzeniu komedii Michela Blanca Śmiertelne zmęczenie (1994) otrzymał nagrodę specjalną na 47. Festiwalu Filmowym w Cannes. Jego debiutem reżyserskim był dreszczowiec kostiumowy z domieszką fantasy Vidocq (2001), do którego napisał także scenariusz. Za realizację filmu Kobieta-Kot (2004) z Halle Berry zdobył Złotą Malinę jako najgorszy reżyser.